# North Port (Neuseeland)
Der North Port ist ein Gewässer im Süden von Fiordland und der Südinsel von Neuseeland.

## Geographie
Der North Port befindet sich an der Südwestküste von Fiordland und erlaubt über das Taiari / Chalky Inlet und die Eastern Passage Zugang zur Tasmansee. Das Gewässer besitzt eine ungefähre Flächenausdehnung von rund 80 Hektar und erstreckt sich in etwa über eine Länge von 1,7 km. Die maximale Breite des Gewässers beträgt rund 695 m.
Die beiden einzigen Inseln, Great Island und Little Island befinden sich nicht direkt in dem Gewässer, sondern begrenzen es an seiner Süd- sowie Ostseite.
Das Gewässer des North Port findet oberflächlich gesehen eine Fortsetzung in westlicher Richtung, endet aber rund 440 m vor der Fisherman Bay, da die Gewässertiefe in westlicher Richtung stellenweise bis auf einen halben Meter zurückgeht. Die Tiefen des North Port hingegen variieren zwischen 10 m unter dem Meeresspiegel und 32 m unter dem Meeresspiegel.